# Кузьма-Балицький Петро Миколайович
Петро Миколайович Кузьма-Балицький (псевдонім — Камінь; 15 квітня 1923, с. Плесківці, нині Зборівського району Тернопільської області — 2 грудня 2015, м. Копенгаген, Данія) — український громадсько-політичний діяч, меценат, активіст ОУН, 40 років очолював українську громаду у Данії та Антибільшовицький блок народів у Скандинавії.

## Життєпис
Від народження носив прізвище Кузьма. Втративши батька, з чотирьох років виростав напівсиротою. Його вітчим і брат були вояками Української галицької армії. 15-річним юнаком став членом української націоналістичної організації, згодом вступив до ОУН.
З початком Другої світової війни протидіє радянським та німецьким окупантам, з поставою УПА бере участь в її акціях. 1944 року заарештований органами НКВС і висланий до табору в м. Саратов (Російська Федерація). Назвавшись у таборі поляком і змінивши прізвище на Балицький, вступив до частин Війська Польського (1-ша армія), які формувалися у СРСР, брав участь у боях з німцями до закінчення війни.
Після демобілізації залишився жити на території Польщі, одружився, здобув медичну освіту. 1958 року виїхав із родиною у туристичну поїздку до Данії, де попросив політичного притулку як українець. Від 1962 року — голова Української громади Данії. Також очолював осередок Антибільшовицького блоку народів у Скандинавії, Допомоговий комітет у Данії, видавав данською мовою газету «Наша Україна».
Проводив демонстрації та мітинги з вимогами до радянського уряду визнати голодомор 1932—1933 року геноцидом українського народу, звільнити з ув'язнення Юрія Шухевича, Василя Стуса, В’ячеслава Чорновола, братів Богдана і Михайла Горинів та інших, засудити репресії проти української інтелігенції.
Їздив до Іспанії, де радянські моряки на острові Гранканарія мали рибальську базу. Возив їм літературу, яка розвінчувала міфи про московську імперію.
Надавав кошти на спорудження у Тернопільській області 17 церков, встановлення пам'ятників Ярославові Стецьку, Степанові Бандері та воякам УПА. Фінансово допомагав дітям-сиротам, сприяв оздоровленню дітей, постраждалих внаслідок катастрофи на ЧАЕС.
Через свою активну боротьбу проти московського поневолення народів Петро Миколайович неодноразово терпів знущання, моральні та фізичні, з боку агентів КДБ.
За свою подвижницьку працю нагороджений українським урядом орденом «За заслуги», йому присвоєно звання «Почесний громадянин Тернополя».
Помер Петро Миколайович Кузьма-Балицький на 92-му році життя в Данії (Копенгаген), де й похований.

## Публікації
Петро Кузьма-Балицький є автором близько 1000 статей, опублікованих у періодичній пресі Данії, Канади, США українською, данською та англійською мовами, а також автор есе:
- «У боротьбі за Українську державу»;
- «100-річчя поселення українців у Данії — 1893—1993 рр.»;
- «Моя праця в підпіллі в час постання УПА» (спогади, вміщені у 12-му томі «Літопису УПА», Торонто, 1989).

## Нагороди
- Почесний громадянин Тернополя (2006).
- Орден «За заслуги» 3-го ступеня (2008).